# Jevhen Petruševyč
Jevhen Omeljanovyč Petruševyč (Bus'k, 3 giugno 1863 – Berlino, 29 agosto 1940) è stato un politico e avvocato ucraino che ricoprì l'incarico di presidente della Repubblica Popolare dell'Ucraina Occidentale dall'ottobre 1918 al novembre 1919.

## Biografia
Studiò giurisprudenza all'Università di Leopoli e successivamente fu eletto presidente della confraternita accademica. Attivo militante in difesa dei diritti della minoranza ucraina, fu membro dell'esecutivo del Partito Democratico Nazionale e fu eletto al Consiglio dell'Impero dal 1907 al 1911 e alla Dieta provinciale galiziana dal 1910 al 1913. Fu vicepresidente della rappresentanza parlamentare ucraina a Vienna dal 1910 al 1916.
Petruševyč rifiutò qualsiasi compromesso con il governo austriaco e lottò risolutamente in entrambe le assemblee per i diritti della popolazione ucraina. Ha avuto un ruolo particolare nel 1913 nell'ottenere riforme elettorali nella Dieta galiziana per dare agli ucraini una migliore rappresentanza. Dopo essere diventato vice presidente del Consiglio Generale dell'Ucraina nel 1915, Petruševyč si dimise dall'incarico, considerandolo troppo ingenuo sulle prospettive che il governo austriaco poteva offrire.
Alla fine del 1916, Petruševyč fu eletto presidente della rappresentanza parlamentare ucraina nel parlamento austriaco e fu riconosciuto come il principale politico austro-ungarico di etnia ucraina del suo tempo. Insieme ad alcuni altri leader, propose di trasformare l'Austria-Ungheria in una federazione di stati nazionali, uno dei quali sarebbe stato ucraino.
Con il crollo dell'impero austro-ungarico, Petruševyč convocò un'assemblea costituente ucraina a Leopoli per decidere il futuro del territorio. Alla sua prima le trattative a Vienna con le autorità centrali in merito ad un pacifico passaggio di poteri nella regione, il 1º novembre successivo, a fronte delle mire espansionistiche dei polacchi sulla Galizia, fu proclamata da una fazione armata facente capo a Kost' Levyc'kyj l'indipendenza della Repubblica Popolare dell'Ucraina Occidentale (ZUNR). Con lo scoppio della guerra polacco-ucraina il governo ucraino-occidentale fu costretto a trasferirsi dapprima a Ternopil' e poi a Stanyslaviv, dove Petruševyč fu rieletto presidente della Rada il 3 gennaio 1919. In questo periodo il Consiglio Nazionale Ucraino, grazie alla sua lunga esperienza politica del suo presidente e all'influenza che esercitava su di esso, si prodigò per dotare il neo-costituito stato di una legislazione.
Dopo la fusione della Repubblica Popolare Ucraina Occidentale con la Repubblica Popolare Ucraina nel gennaio 1919, Petruševyč divenne il sesto membro del Direttorio della Repubblica Popolare Ucraina.
A fronte dell'avanzata dei polacchi, che nei primi mesi del 1919 avevano occupato quasi interamente la Galizia, la Rada Nazionale Ucraina e il Segretariato di Stato della Repubblica Popolare Ucraina Occidentale si dimisero e il 9 giugno trasferirono i loro poteri a Petruševyč, che fu quindi dittatore. Durante il suo regime, fu condotta un'offensiva militare a Čortkiv e l'Esercito Ucraino di Galizia (UHA) si ritirò oltre il fiume Zbruč. Poi, insieme alle altre forze con le forze dell'esercito della Repubblica Popolare Ucraina, l'UHA partecipò alla liberazione di Kiev.
Le differenze tra Symon Petljura e Petruševyč sulla politica interna ed estera, in particolare sull'alleanza con i polacchi, crebbero durante il loro soggiorno a Kam"janec'-Podil's'kyj e portarono infine a una rottura politica tra i due nel novembre 1919. Petruševyč lasciò quindi l'Ucraina e continuò la lotta per l'indipendenza dell'Ucraina Occidentale all'estero con mezzi diplomatici.
Il 25 luglio 1920 Petruševyč formò un governo in esilio a Vienna e fece pressione per il riconoscimento internazionale della Repubblica Popolare Ucraina Occidentale. Avendo ottenuto un certo sostegno, rifiutò le proposte polacche che assicuravano un certo grado di autonomia in cambio del riconoscimento della sovranità polacca sulla Galizia. La sua campagna andò in fumo nel marzo 1923, quando la Conferenza degli ambasciatori riconobbe la Galizia come parte del nuovo stato polacco. Si spostò su posizioni filo-sovietiche in chiave anti-polacca. Trasferitosi a Berlino, Petruševyč continuò ad essere finanziato dai sovietici per le sue attività politiche sino alla fine degli anni venti.
Il 1º novembre 2002 i suoi resti, che fino ad allora riposavano nel cimitero della Cattedrale di Sant'Edvige di Berlino, furono trasferiti a Leopoli e tumulati nel cimitero di Lychakiv.